# Garry Maddox
Garry Lee Maddox (ur. 1 września 1949) – amerykański baseballista, który występował na pozycji środkowozapolowego.
W styczniu 1968 został wybrany w drugiej rundzie draftu i początkowo grał w klubach farmerskich tego zespołu. W latach 1969–1970 pełnił służbę wojskową w Wietnamie. W Major League Baseball zadebiutował 25 kwietnia 1972 w meczu przeciwko Philadelphia Phillies. W maju 1975 przeszedł do Phillies za Williego Montaneza. W tym samym roku zdobył pierwszą z ośmiu w karierze Złotą Rękawicę.
12 października 1980 w piątym, decydującym meczu National League Championship Series, w których przeciwnikiem Phillies był Houston Astros, w pierwszej połowie dziesiątej zmiany zaliczył zwycięskie RBI double, co dało awans zespołowi z Filadelfii do World Series po raz pierwszy od 1950 roku. W World Series zagrał we wszystkich meczach, a Phillies pokonali Kansas City Royals 4–2 i zdobyli pierwszy mistrzowski tytuł w historii klubu. Karierę zawodniczą zakończył w 1986. W tym samym roku za działalność charytatywną otrzymał nagrodę Roberto Clemente Award.
| Nagroda/wyróżnienie      | Lata      | Źródło |
| 8× Gold Glove Award      | 1975–1982 | [ 1 ]  |
| Zwycięzca w World Series | 1980      | [ 4 ]  |
| Roberto Clemente Award   | 1986      | [ 5 ]  |